# Humbert Boerleider
Humbert Boerleider (Paramaribo, 17 de agosto de 1933 - Paramaribo, 19 de agosto de 2016), es un exfutbolista y exentrenador surinamés.

## Trayectoria como jugador

### Carrera profesional
Descubierto a los 15 años, Boerleider ingresó al SV Transvaal de la Primera división de Surinam a los 17 años. Después de un paso fugaz al Ajax Paramaribo, donde se quedó un año, regresó al SV Transvaal.

### Selección nacional
Fue internacional con la selección de Surinam entre 1957 y 1965. Disputó la Copa CCCF de 1960 en La Habana, torneo donde jugó cuatro partidos. También jugó los encuentros de clasificación al torneo olímpico de fútbol de 1960.
El 28 de febrero de 1965 disputó en Paramaribo su único partido de eliminatorias mundialistas, ante Costa Rica, cotejo que terminó con derrota (1-3).

## Trayectoria como entrenador
En 1965 viajó a los Países Bajos para formarse como técnico. Sin embargo se consagró en el SV Transvaal de su país natal, club con el que conquistó la Copa de Campeones de la Concacaf en una oportunidad: 1981.

## Palmarés

### Como jugador
| Título           | Club         | País    | Año  |
| ---------------- | ------------ | ------- | ---- |
| Primera división | SV Transvaal | Surinam | 1950 |
| Primera división | SV Transvaal | Surinam | 1951 |
| Primera división | SV Transvaal | Surinam | 1961 |
| Primera división | SV Transvaal | Surinam | 1965 |

### Campeonatos nacionales
| Título           | Club         | País    | Año  |
| ---------------- | ------------ | ------- | ---- |
| Primera división | SV Transvaal | Surinam | 1973 |
| Primera división | SV Transvaal | Surinam | 1974 |

### Campeonatos internacionales
| Título                           | Club         | Final   | Año  |
| -------------------------------- | ------------ | ------- | ---- |
| Liga de Campeones de la Concacaf | SV Transvaal | Surinam | 1981 |